# Cleistanthus ferrugineus
Cleistanthus ferrugineus är en emblikaväxtart som först beskrevs av George Henry Kendrick Thwaites, och fick sitt nu gällande namn av Johannes Müller Argoviensis. Cleistanthus ferrugineus ingår i släktet Cleistanthus och familjen emblikaväxter. IUCN kategoriserar arten globalt som sårbar.
Artens utbredningsområde är Sri Lanka. Inga underarter finns listade i Catalogue of Life.